# Белобуза рибарка
Белобузата рибарка (Chlidonias hybrida) е птица от семейство Чайкови (Laridae). По-дребна е от речната чайка. Среща се и в България. Темето е черно.